# Hadena albirena
Hadena albirena là một loài bướm đêm trong họ Noctuidae.